# Andrzej Izdebski
Andrzej Izdebski, ps. „Szum” (ur. 4 listopada 1925 w Warszawie, zm. 29 lipca 2008 w Krakowie) – żołnierz Armii Krajowej i Narodowych Sił Zbrojnych, działacz Konfederacji Polski Niepodległej, Komitetu Obrony Robotników i „Solidarności”.

## Życiorys
Urodził się 4 listopada 1925 r., w rodzinie Kazimierza i Wacławy. W 1944 r. przeszedł przeszkolenie w Szkole Podchorążych NSZ w Pruszkowie. Następnie w strukturach AK w stopniu starszego strzelca.
W 1950 r. ukończył studia na Wydziale Inżynierii Politechniki Gdańskiej z tytułem magistra budownictwa lądowego i rozpoczął pracę w Krakowie-Nowej Hucie.
Od 1979 r. członek Konfederacji Polski Niepodległej. Był m.in. członkiem władz tej organizacji i Kierownikiem II-go Obszaru KPN i przez wiele kadencji członkiem Rady Politycznej KPN. W 1980 r. należał do założycieli krakowskiej „Solidarności”, później do założycieli Komitetu Obrony Więzionych za Przekonania w Krakowie. Działał jako drukarz i kolporter ulotek oraz prasy podziemnej w latach 1977–1988. Publikował artykuły w prasie drugiego obiegu m.in. „Zomorządności”. Był redaktorem i wydawcą pisma KPN Małopolska „Opinia Krakowska”. Wielokrotnie zatrzymywany i więziony przez władze PRL. Działał w Komitecie Opieki nad Kopcem Józefa Piłsudskiego, wskazywany jako autorytet środowisk niepodległościowych.
Autor wielu opracowań historycznych m.in. z dziejów międzymorza i stosunków polsko-ukraińskich. W latach 90. pełnił funkcję prezesa krakowskiego oddziału Towarzystwa Pomost.
Zmarł w Krakowie, pochowany na cmentarzu Rakowickim w Krakowie (kwatera LXXVIII-13-33).

## Ordery i odznaczenia
- Krzyż Oficerski Orderu Odrodzenia Polski (2008)[2]
- Złota Odznaka „Za Pracę Społeczną dla miasta Krakowa” (1969)[7]